# North Beach (Durban)
Die North Beach ist ein Strand in der südafrikanischen Stadt Durban. Er liegt nördlich des Hafens zwischen Bay of Plenty und Dairy Beach an der Golden Mile.
North Beach ist einer der Hauptstrände in Durban. Er wird vom Durban Surf Lifesaving Club gepflegt, dessen Clubhaus an der O R Tambo Parade liegt (alter Name: Marine Parade), welche dem Strand entlang führt. Der Strand wird von zwei Piers begrenzt.

## Hauptattraktion
Aufgrund der guten Surf-Bedingungen ist Durban und im Speziellen die North Beach eine beliebte Feriendestination unter den Südafrikanern. An der North Beach wird Wellenreiten, Bodyboarding, Surf-Ski-Fahren, Skateboarding und Schwimmen ausgeübt, aber auch Sonnenbaden ist möglich. Während der Weihnachtsfeiertage ist der Strand meist überfüllt von Einheimischen und Touristen.
In unmittelbarer Nähe der North Beach gibt es mehrere Hotels und Restaurants sowie das Suncoast Casino. Der Strand ist durch Hai-Netze geschützt und wird von Rettungsschwimmern überwacht.